# Edizioni di Windows 7
Windows 7, una versione principale del sistema operativo Microsoft Windows, è disponibile in sei diverse edizioni: Starter, Home Basic, Home Premium, Professional, Enterprise e Ultimate. Solo Home Premium, Professional e Ultimate erano ampiamente disponibili presso i rivenditori. Le altre edizioni si concentrano su altri mercati, come il mondo dello sviluppo del software o l'uso aziendale. Tutte le edizioni supportano le CPU IA-32 a 32 bit e tutte le versioni tranne quella Starter supportano le CPU x64 a 64 bit. I supporti di installazione a 64 bit non sono inclusi nei pacchetti di edizione Home-Basic, ma possono essere ottenuti separatamente da Microsoft.
Secondo Microsoft, le funzionalità di tutte le edizioni di Windows 7 sono memorizzate sulla macchina, indipendentemente dall'edizione utilizzata. Gli utenti che desiderano eseguire l'aggiornamento a un'edizione di Windows 7 con più funzioni possono utilizzare Windows Anytime Upgrade per acquistare l'aggiornamento e sbloccare le funzionalità di tali edizioni. Microsoft annunciò i prezzi di Windows 7 per alcune edizioni il 25 giugno 2009 e i prezzi di Windows Anytime Upgrade e Family Pack il 31 luglio 2009.

## Edizioni principali
Dal 31 ottobre 2013, Windows 7 non è più disponibile nella vendita al dettaglio (eccetto per la versione Professional preinstallata che è stata interrotta il 31 ottobre 2016):
Windows 7 Starter
Windows 7 Starter è l'edizione di Windows 7 che contiene il minor numero di funzioni. È disponibile solo in una versione a 32 bit e non include il tema Windows Aero. Lo sfondo del desktop e gli stili visivi (Windows 7 Basic) non sono modificabili dall'utente. Nelle versioni candidate di Windows 7, Microsoft intendeva limitare gli utenti di questa edizione all'utilizzo di tre programmi simultanei, ma questa limitazione è stata eliminata nella versione finale. Non supporta più di 2GB di RAM.
Questa edizione era disponibile preinstallata su computer, in particolare netbook o tablet Windows, tramite integratori di sistemi o produttori di computer che utilizzavano licenze OEM.
Windows 7 Home Basic
Windows 7 Home Basic era disponibile in "mercati emergenti", in 141 paesi diversi. Alcune opzioni di Windows Aero sono escluse insieme a diverse nuove funzionalità. Questa edizione è disponibile in una versione a 64 bit e supporta fino a 8GB di RAM. Home Basic, insieme ad altre edizioni vendute nei mercati emergenti, include restrizioni di attivazione geografica, che richiedono agli utenti di attivare Windows in una determinata regione o paese.
Windows 7 Home Premium
In più all'edizione precedente, include Windows Media Center, il tema Windows Aero completo e il supporto per più codec di formati di file multimediali. Disponibile nei canali di vendita al dettaglio come librerie, negozi e catene di negozi. Era disponibile nelle versioni a 32 e 64 bit.
Windows 7 Professional
Questa edizione è rivolta agli appassionati, agli utenti di piccole imprese e alle scuole. Include tutte le funzionalità di Windows 7 Home Premium e aggiunge la possibilità di partecipare a un dominio di Windows Server. Altre funzionalità includono il supporto per un massimo di 192 GB di memoria RAM (aumentata da 16 GB), funzioni come il Desktop remoto, stampa in base alla posizione, backup in un percorso di rete, crittografia dei file system, Modalità presentazione, Criteri restrizione software (ma non le funzionalità di gestione aggiuntive di AppLocker) e Modalità Windows XP. Anch'esso era disponibile nelle versioni a 32 e 64 bit.
Windows 7 Enterprise
Questa edizione è riferita al mercato enterprise e fu venduta tramite contratti multilicenza a società che avevano un contratto di Software Assurance con Microsoft. Funzioni aggiuntive includono il supporto per i pacchetti Multilingual User Interface (MUI), BitLocker Drive Encryption, e il supporto per le applicazioni UNIX. Non disponibile tramite vendita al dettaglio o canali OEM, questa edizione è distribuita tramite la Microsoft Software Assurance (SA). Di conseguenza include numerosi vantaggi esclusivi della SA, tra cui una licenza che consente il funzionamento di PC senza disco e l'attivazione tramite VLK (Volume License Key).
Windows 7 Ultimate
Windows 7 Ultimate contiene le stesse funzionalità di Windows 7 Enterprise, ma a differenza dell'edizione Enterprise, era disponibile per gli utenti domestici in base a una singola licenza. Gli utenti di Windows 7 Home Premium e Windows 7 Professional possono effettuare l'aggiornamento a Windows 7 Ultimate a pagamento utilizzando Windows Anytime Upgrade se desiderano farlo. A differenza di Windows Vista Ultimate, l'edizione di Windows 7 Ultimate non include la funzione Windows Ultimate Extras o le funzionalità esclusive come Microsoft aveva dichiarato.
Il supporto mainstream per tutte le edizioni (nuove funzionalità e correzioni di bug) è terminato a gennaio 2015, ma il supporto esteso (aggiornamenti di sicurezza) è terminato il 14 gennaio 2020.

## Edizioni speciali
Le edizioni principali possono anche assumere la forma di una delle seguenti edizioni speciali:
Edizioni N e KN
Le funzionalità nelle versioni N e KN sono le stesse delle versioni complete equivalenti, ma non includono Windows Media Player o altre tecnologie relative a Windows Media, come Windows Media Center e Windows DVD Maker a causa delle limitazioni imposte dall'Unione europea e dalla Corea del Sud, rispettivamente. Il costo delle versioni N e KN è lo stesso delle versioni complete, poiché Media Feature Pack per Windows 7 N o Windows 7 KN può essere scaricato gratuitamente da Microsoft.
Build VL
Le VL build funzionano con le VLK (chiavi di licenza volume). Le chiavi di licenza volume possono essere utilizzate per attivare più installazioni del software senza alcun meccanismo (come un meccanismo di attivazione del prodotto) controllando il numero totale di installazioni. La licenza per il software imporrà restrizioni sull'uso della chiave. In genere, la licenza limiterà la chiave a un numero fisso di installazioni che devono essere solo all'interno dell'organizzazione del licenziatario e imporre al licenziatario l'obbligo di tenere una registrazione del numero di installazioni, mantenere la chiave riservata e eventualmente persino richiedere che l'organizzazione dei licenziatari si renda disponibile per un controllo delle licenze software per verificare che l'uso della chiave rientri nei termini della licenza.

## Aggiornare le edizioni
L'aggiornamento sul posto da Windows Vista con Service Pack 1 a Windows 7 è supportato se l'architettura del processore e la lingua sono uguali e le rispettive edizioni corrispondono (vedi sotto). L'aggiornamento sul posto non è supportato per le versioni precedenti di Windows; il passaggio a Windows 7 su queste macchine richiede un'installazione pulita, vale a dire la rimozione del vecchio sistema operativo, l'installazione di Windows 7 e la reinstallazione di tutti i programmi installati in precedenza. Windows Easy Transfer può essere d'aiuto in questo processo.

Microsoft ha aggiornato gli SKU di Windows 7 per delle edizioni selezionate di Windows XP e Windows Vista. La differenza tra questi SKU e SKU completi di Windows 7 è il loro prezzo più basso e la prova della proprietà della licenza di una versione precedente qualificante di Windows. Le stesse limitazioni sull'aggiornamento sul posto si applicano anche a queste SKU. Inoltre, Windows 7 è disponibile come edizione di aggiornamento del pacchetto Famiglia in determinati mercati, per l'aggiornamento solo a Windows 7 Home Premium. Offre licenze per l'aggiornamento di tre macchine da Vista o Windows XP all'edizione Home Premium di Windows 7. Queste non sono versioni complete, quindi ogni macchina da aggiornare deve avere una di queste precedenti versioni qualificanti di Windows per farle funzionare. Negli Stati Uniti, questa offerta è terminata a dicembre 2009. Nell'ottobre 2010, per commemorare l'anniversario di Windows 7, Microsoft ha reso nuovamente disponibile Windows 7 Home Premium Family Pack per un periodo di tempo limitato, fino a esaurimento scorte.

### Compatibilità degli aggiornamenti
Esistono due modi per eseguire l'aggiornamento a Windows 7 da una versione precedente di Windows:
- Un'installazione sul posto (denominata "Aggiornamento" nel programma di installazione), in cui le impostazioni e i programmi vengono conservati da una versione precedente di Windows. Questa opzione è disponibile solo a volte, a seconda delle versioni di Windows in uso, e non è disponibile a meno che non si aggiorni da Windows Vista.[25] Un'installazione pulita (etichettata come "Personalizzata" nel programma di installazione), in cui tutte le impostazioni incluse ma non limitate agli account utente, alle applicazioni, alle impostazioni utente, alla musica, alle foto e ai programmi vengono cancellate completamente e il sistema operativo corrente viene cancellato e sostituito con Windows 7. Questa opzione è sempre disponibile ed è necessaria per tutte le versioni di Windows XP.[26]

La tabella seguente elenca i percorsi di aggiornamento che consentono un'installazione sul posto. Si noti che gli aggiornamenti sul posto possono essere eseguiti solo se la versione precedente di Windows è della stessa architettura. Se si esegue l'aggiornamento da un'installazione a 32 bit a un'installazione a 64 bit o un downgrade dall'installazione a 64 bit all'installazione a 32 bit, un'installazione pulita è obbligatoria indipendentemente dalle edizioni utilizzate.
| Versione e la sua edizione specifica di Windows da cui eseguire l'aggiornamento |            |              |              |            |           |
| Versione e la sua edizione specifica di Windows da cui eseguire l'aggiornamento | Home Basic | Home Premium | Professional | Enterprise | Ultimate  |
| ------------------------------------------------------------------------------- | ---------- | ------------ | ------------ | ---------- | --------- |
| Vista Home Basic                                                                | Sul posto  | Sul posto    | Pulita       | Pulita     | Sul posto |
| Vista Home Premium                                                              | Pulita     | Sul posto    | Pulita       | Pulita     | Sul posto |
| Vista Business                                                                  | Pulita     | Pulita       | Sul posto    | Sul posto  | Sul posto |
| Vista Enterprise                                                                | Pulita     | Pulita       | Pulita       | Sul posto  | Pulita    |
| Vista Ultimate                                                                  | Pulita     | Pulita       | Pulita       | Pulita     | Sul posto |
| XP                                                                              | Pulita     | Pulita       | Pulita       | Pulita     | Pulita    |

     Opzione di installazione sul posto disponibile.
     Richiede l'installazione pulita.

### Edizioni di Anytime Upgrade
Microsoft ha anche supportato gli aggiornamenti sul posto da un'edizione inferiore di Windows 7 a una superiore, utilizzando lo strumento Windows Anytime Upgrade. Erano disponibili tre opzioni di vendita al dettaglio. Non ci sono versioni del pacchetto famiglia delle edizioni Anytime Upgrade. È stato possibile utilizzare il codice "Product Key" da un'edizione di aggiornamento standard per realizzare un aggiornamento sul posto (ad esempio Home Premium ad Ultimate).
- Da Starter a Home Premium
- Da Starter a Professional[30]
- Da Starter a Ultimate[30]
- Da Home Premium a Professional
- Da Home Premium a Ultimate
- Da Professional a Ultimate[30]

## Derivati
Windows Thin PCIl 9 febbraio 2011 Microsoft ha annunciato Windows Thin PC, un derivato di Windows Embedded Standard 7 con Service Pack 1, progettato come una versione leggera di Windows 7 per l'installazione su PC a prestazioni ridotte in alternativa all'utilizzo di un dispositivo thin client dedicato. È riuscito a Windows Fundamentals per i PC legacy, basato su Windows XP Embedded. Windows Thin PC è stato rilasciato il 6 giugno 2011. Windows Thin PC è supportato fino al 12 ottobre 2021
Embedded versionsWindows 7 è anche attualmente disponibile sotto forma di Windows Embedded per gli sviluppatori, denominato Windows Embedded Standard 7 (precedentemente noto come Windows Embedded 2011, il più recente dei quali è Windows Embedded Standard 7 con Service Pack 1). Windows Embedded Standard 7 è supportato fino al 13 ottobre 2020

## Grafico comparativo
| Funzioni                                                     | Starter      | Home Basic                                       | Home Premium                       | Professional                                | Enterprise                 | Ultimate                   |
| ------------------------------------------------------------ | ------------ | ------------------------------------------------ | ---------------------------------- | ------------------------------------------- | -------------------------- | -------------------------- |
| Schema di licenza                                            | Licenza OEM  | Vendita al dettaglio e OEM nei mercati emergenti | Licenza vendita al dettaglio e OEM | Al dettaglio, OEM e licenza volume          | Licenza volume             | Al dettaglio e OEM         |
| Supporto memoria RAM (32-Bit)                                | 2 GB         | 4 GB                                             | 4 GB                               | 4 GB                                        | 4 GB                       | 4 GB                       |
| Capacità memoria RAM massima supportata (64 bit)             | N.D.         | 8 GB                                             | 16 GB                              | 192 GB                                      | 192 GB                     | 192 GB                     |
| Massima capacità delle CPU supportata                        | 1            | 1                                                | 1                                  | 2                                           | 2                          | 2                          |
| Supporto nativo per AVCHD                                    | No           | Sì                                               | Sì                                 | Sì                                          | Sì                         | Sì                         |
| Monitor multipli                                             | No           | Sì                                               | Sì                                 | Sì                                          | Sì                         | Sì                         |
| Cambio utente rapido                                         | Sì           | Sì                                               | Sì                                 | Sì                                          | Sì                         | Sì                         |
| Desktop Window Manager                                       | No           | Sì                                               | Sì                                 | Sì                                          | Sì                         | Sì                         |
| Windows Mobility Center                                      | No           | Sì                                               | Sì                                 | Sì                                          | Sì                         | Sì                         |
| Stampa via Internet                                          | No           | Sì                                               | Sì                                 | Sì                                          | Sì                         | Sì                         |
| Windows Parental Controls                                    | No           | Sì                                               | Sì                                 | Sì                                          | Sì                         | Sì                         |
| Versione a 64-bit disponibile?                               | Sì           | Si                                               | Sì                                 | Sì                                          | Sì                         | Sì                         |
| Windows Aero                                                 | Sì           | Sì                                               | Sì                                 | Sì                                          | Sì                         | Sì                         |
| Condivisione della connessione internet                      | No           | No                                               | Sì                                 | Sì                                          | Sì                         | Sì                         |
| Supporto di fabbrica ai DVD (decoder MPEG-2 e Dolby Digital) | No           | No                                               | Sì                                 | Sì                                          | Sì                         | Sì                         |
| Multi touch                                                  | No           | No                                               | Sì                                 | Sì                                          | Sì                         | Sì                         |
| Windows Media Center                                         | Sì           | Sì                                               | Sì                                 | Sì                                          | Sì                         | Sì                         |
| Esperienza remota di Windows Media Player                    | No           | No                                               | Sì                                 | Sì                                          | Sì                         | Sì                         |
| Giochi premium inclusi                                       | Sì           | Sì                                               | Sì                                 | Sì                                          | Sì                         | Sì                         |
| Supporto ad HomeGroup                                        | Solo accesso | Solo accesso                                     | Crea o entra                       | Crea o entra                                | Crea o entra               | Crea o entra               |
| Esegue il backup sulla rete con Centro backup e ripristino   | No           | No                                               | No                                 | Sì                                          | Sì                         | Sì                         |
| Agisce come host per Servizi Desktop remoto                  | No           | No                                               | No                                 | Sì                                          | Sì                         | Sì                         |
| Dischi dinamici                                              | No           | No                                               | No                                 | Sì                                          | Sì                         | Sì                         |
| Cripta il file system                                        | No           | No                                               | No                                 | Sì                                          | Sì                         | Sì                         |
| Stampa attenta all'ubicazione                                | No           | No                                               | No                                 | Sì                                          | Sì                         | Sì                         |
| Modalità presentazione                                       | No           | No                                               | No                                 | Sì                                          | Sì                         | Sì                         |
| Group Policy                                                 | No           | No                                               | No                                 | Sì                                          | Sì                         | Sì                         |
| File offline e reindirizzamento cartelle                     | No           | No                                               | No                                 | Sì                                          | Sì                         | Sì                         |
| Windows Server domain joining                                | No           | No                                               | No                                 | Sì                                          | Sì                         | Sì                         |
| Modalità Windows XP                                          | No           | No                                               | No                                 | Sì                                          | Sì                         | Sì                         |
| Politiche di restrizioni software                            | No           | No                                               | No                                 | Sì                                          | Sì                         | Sì                         |
| Strumenti di amministrazione remota                          | No           | No                                               | No                                 | Sì                                          | Sì                         | Sì                         |
| Active Directory Lightweight Directory Services (AD LDS)     | No           | No                                               | No                                 | Sì                                          | Sì                         | Sì                         |
| AppLocker                                                    | No           | No                                               | No                                 | Crea politiche, ma non può farle rispettare | Creare e applica politiche | Creare e applica politiche |
| Remotazione Aero Glass                                       | No           | No                                               | No                                 | No                                          | Sì                         | Sì                         |
| Reindirizzamento multimediale di Windows Media Player        | No           | No                                               | No                                 | No                                          | Sì                         | Sì                         |
| Registrazione audio tramite connessione Desktop remoto       | No           | No                                               | No                                 | No                                          | Sì                         | Sì                         |
| Display remoti multipli                                      | No           | No                                               | No                                 | No                                          | Sì                         | Sì                         |
| Scopi di ricerche aziendali (Enterprise)                     | No           | No                                               | No                                 | No                                          | Sì                         | Sì                         |
| Ricerca federata                                             | No           | No                                               | No                                 | No                                          | Sì                         | Sì                         |
| BitLocker Drive Encryption                                   | No           | No                                               | No                                 | No                                          | Sì                         | Sì                         |
| BranchCache Distributed Cache                                | No           | No                                               | No                                 | No                                          | Sì                         | Sì                         |
| DirectAccess                                                 | No           | No                                               | No                                 | No                                          | Sì                         | Sì                         |
| Sottosistema per le applicazioni basate su Unix              | No           | No                                               | No                                 | No                                          | Sì                         | Sì                         |
| Supporta i pacchetti Multilingual User Interface             | No           | No                                               | No                                 | No                                          | Sì                         | Sì                         |
| Miglioramenti Virtual desktop infrastructure (VDI)           | No           | No                                               | No                                 | No                                          | Sì                         | Sì                         |
| Virtual desktop infrastructure (VDI) autorizzato             | No           | No                                               | No                                 | No                                          | Sì                         | Sì                         |
| VHD booting                                                  | No           | No                                               | No                                 | No                                          | Sì                         | Sì                         |
| Passaggio da una delle 37 lingue disponibili                 | No           | No                                               | No                                 | No                                          | Sì                         | Sì                         |
| Funzioni                                                     | Starter      | Home Basic                                       | Home Premium                       | Professional                                | Enterprise                 | Ultimate                   |